# Steffen Larsen
Steffen Larsen (født 5. december 1983 i Kolding) er en dansk el-installatør og politiker. Han har siden folketingsvalget 2022 været folketingsmedlem for Liberal Alliance, valgt i Københavns Omegns Storkreds.

## Baggrund
Larsen er født 5. december 1983 i Kolding som søn af direktør Søren Larsen og kontorassistent Inger Lise Bærentzen. Han blev uddannet elektriker i 2006 og autoriseret el-installatør fra Erhvervsakademiet Lillebælt i 2009. Udover at have arbejdet som elinstallatør har han blandt andet været faglærer på Technical Education Copenhagen 2016-2022.
Larsen bor (pr. 2022) i Kongens Lyngby og er gift med Louise Siv Ebbesen.

## Politisk karriere
Larsen har været medlem af hovedbestyrelsen i Liberal Alliance siden 2013. 2013-2016 var han storkredsformand for Liberal Alliance Syd. Han blev valgt til Folketinget for partiet i Københavns Omegns Storkreds ved folketingsvalget 1. november 2022. Ved folketingsgruppens konstituering efter valget blev han retsordfører samt udlændinge- og integrationsordfører.